# Bernard Jaško
Bernard Jaško (22. dubna 1923, Černová, dnes část Ružomberka – 17. února 1951, Bratislava) byl příslušníkem Sboru národní bezpečnosti, který byl v roce 1951 popraven za vyzvědačství a ohrožení obrany republiky.

## Život
Bernard Jaško se narodil v Černové (dnes městská část Ružomberka). Pocházel z rodiny dělníka pracujícího v Ružomberské textilce. V roce 1943 narukoval do Turčianskeho Sv. Martina k 11. spojařskemu pluku. S touto jednotkou se později zúčastnil Slovenského národního povstání. Po potlačení povstání se ukrýval v horách až do příchodu Rudé armády, kdy se znovu přidal k odboji.
V roce 1946 vstoupil do Sboru národní bezpečnosti a v roce 1948 se přihlásil do spojařské služby. V roce 1949 byla dálnopisná služba přidělena pod pověřenectvo vnitra, odbor Státní tajné bezpečnosti. Tam sloužil až do svého zatčení 2. června 1949.
Bernard Jaško se během své služby v dálnopisné ústředně dostával k hlášení ze stanic pověřenectva vnitra a Krajských velitelství StB, které mnohdy obsahovaly zprávy o plánovaných, nebo provedených represích StB vůči různým skupinám obyvatelstva. Jaško se svými kolegy Pavolem Kalinajem a Pavolem Hajdinem dohodl, že bude tyto informace předávat biskupovi trnavské apoštolské administratury Michalu Buzalkovi.
Ještě v roce 1949 se snažil uniknout do Rakouska, přičemž měl v plánu vzít s sebou několik dálnopisů, které měl v plánu předat Counterintelligence Corps. Při svých snahách si počínal krajně neopatrně, což podle všeho vedlo k jeho odhalení. Den před jeho útěkem (byl plánován do Rakouska přes řeku Moravu) byl zatčen.
O tři dny byl Jaško hospitalizován se zlomeninami dolních končetin, hlavy a vnitřními poraněními způsobenými pádem z vyšetřovací místnosti, která se nacházela ve 2. patře. Ve zprávě vyšetřovatele se uvádělo, že se Jaško pokusil o útěk a vyskočil sám, existuje ale možnost, že byl z okna vyhozen v rámci výslechu. Později trpěl psychickými a nervovými problémy, léčen však nebyl.
Žalobu podal vrchní vojenský prokurátor Anton Rašla v říjnu 1949 a listopadu se konal v bratislavském Justičním paláci pod vedením předsedy senátu Státního soudu pplk. Dr. Ladislava Breuera utajený proces. Státní bezpečnosti se podařilo Jaška zlomit a ten se přiznal podle předem připraveného scénáře. Rozsudek ze dne 9. listopadu 1949 zněl trest smrti pro Bernarda Jaška a Pavola Kalinaje, 20 let pro Pavola Hajdina, 18 let pro Štěpána Uhrina a 58 let pro dalších 22 členů vykonstruované skupiny. Při odvolání vynesl senát Nejvyššího soudu rozsudek, ve kterém tresty ještě zpřísnil a tresty smrti potvrdil.
Bernard Jaško a Pavol Kalinaj byli popraveni 17. února 1951 na nádvoří soudního vězení v Bratislavě ve 4:55 ráno.
Dne 30. listopadu 1990 byli rehabilitováni rozsudkem Vyššího vojenského soudu v Trenčíně a 16. června 2004 jim prezident republiky udělil Řád Ľudovíta Štúra III. třídy in memoriam.
V roce 2012 vznikl o Bernardovi Jaško a jeho kolegovi Pavolu Kalinajovi dokumentární film 22 hlav.

## Připomínky
- Na jeho rodném domě na Slovensku (na adrese Černová, Andreja Hlinku 11, na domě č. 11) byla umístěna pamětní deska s textem. "V TOMTO DOME SA DŇA 22. 4. 1923 NARODIL BERNARD JAŠKO, STRÁŽMAJSTER ZNB, KTORÝ BOL ŠTÁTNYM SÚDOM V BRATISLAVE DŇA 9. 11. 1949 ODSÚDENÝ NA TREST SMRTI POVRAZOM ZA ÚČASŤ V PROTIKOMUNISTICKOM ODBOJI. POPRAVENÝ BOL 17. 2. 1951 V BRATISLAVE."[1]
- Pamětní deska s jeho jménem se nachází na hrobě (sektor 28, hrob č. 415) na Martinském cintorínu (hřbitově) v Bratislavě: "NA TOMTO CINTORÍNE ODPOČÍVAJÚ AJ TOMÁŠ CHOVAN 27.12.1926 – 8.11.1951, PAVOL KALINAJ 14.7.1915 – 17.2.1951, BERNARD JAŠKO 22.4.1923 – 17.2.1951 A ĎALŠÍ POLITICKÍ VÄZNI, KTORÍ BOLI POPRAVENÍ ALEBO ZOMRELI VO VÄZENÍ V BRATISLAVE. NECH ODPOČÍVAJÚ V POKOJI! KPVS, 2021".[2]
- Jeho jméno je uvedeno na pamětní desce popraveným příslušníkům Sboru národní bezpečnosti umístěné na fasádě v podloubí před vstupem do budovy Policejního prezidia České republiky na adrese Strojnická 935/27, 170 89 Praha 7 – Holešovice.[3][4]
- Jeho jméno je rovněž uvedeno na Pomníku Miladě Horákové a Obětem komunismu v Praze 4 - Nuslích na Náměstí Hrdinů, u stanice metra Pražského povstání, před Vrchním soudem v Praze a Vrchním státním zastupitelstvím v Praze.[5]
- Jeho jméno je uvedeno na desce v řadě 6 na Čestném pohřebišti popravených a umučených z 50. let (III. odboj) na Ďáblickém hřbitově.[6]

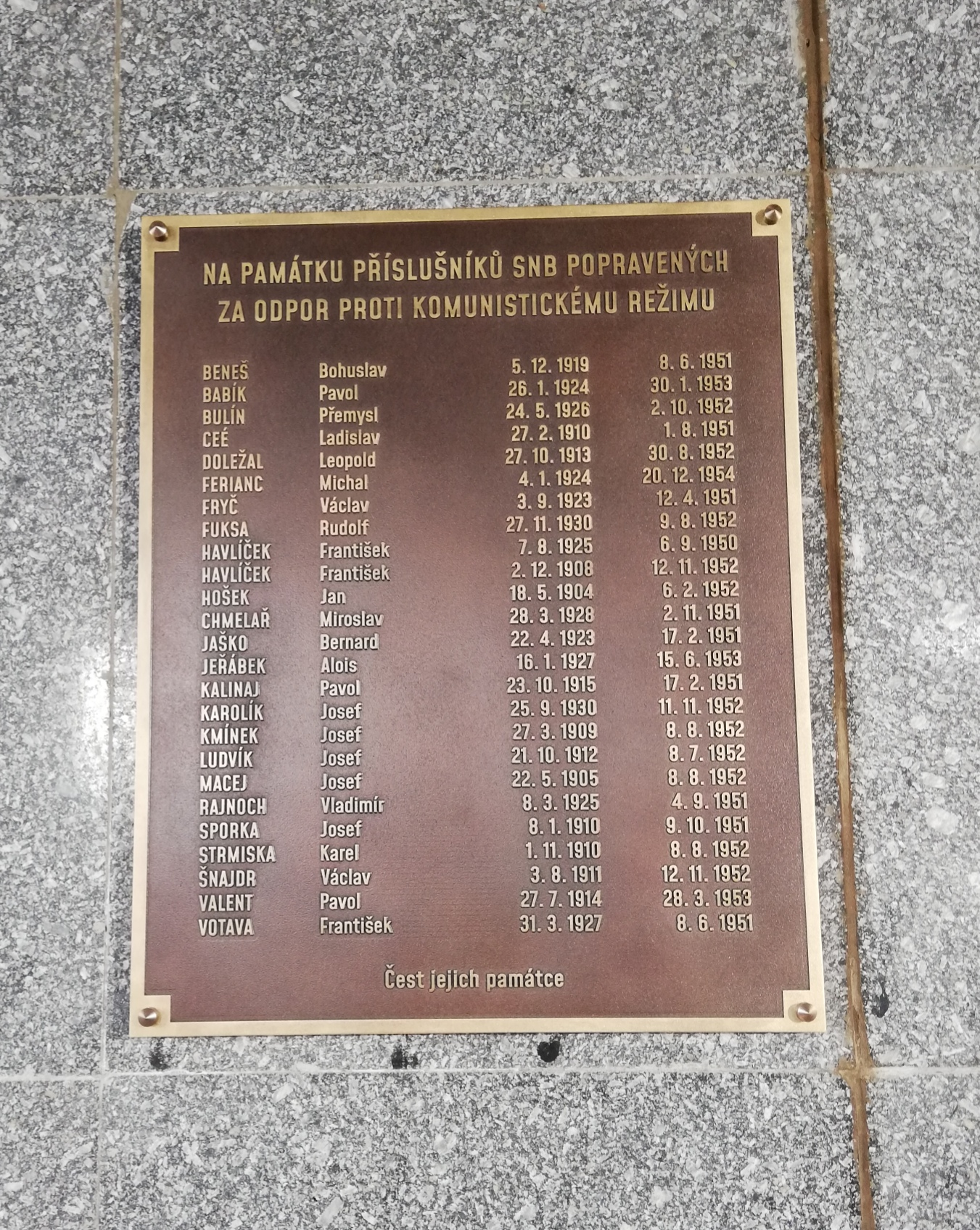
Pamětní deska popraveným příslušníkům Sboru národní bezpečnosti se jménem Bernarda Jaška v pražských Holešovicích
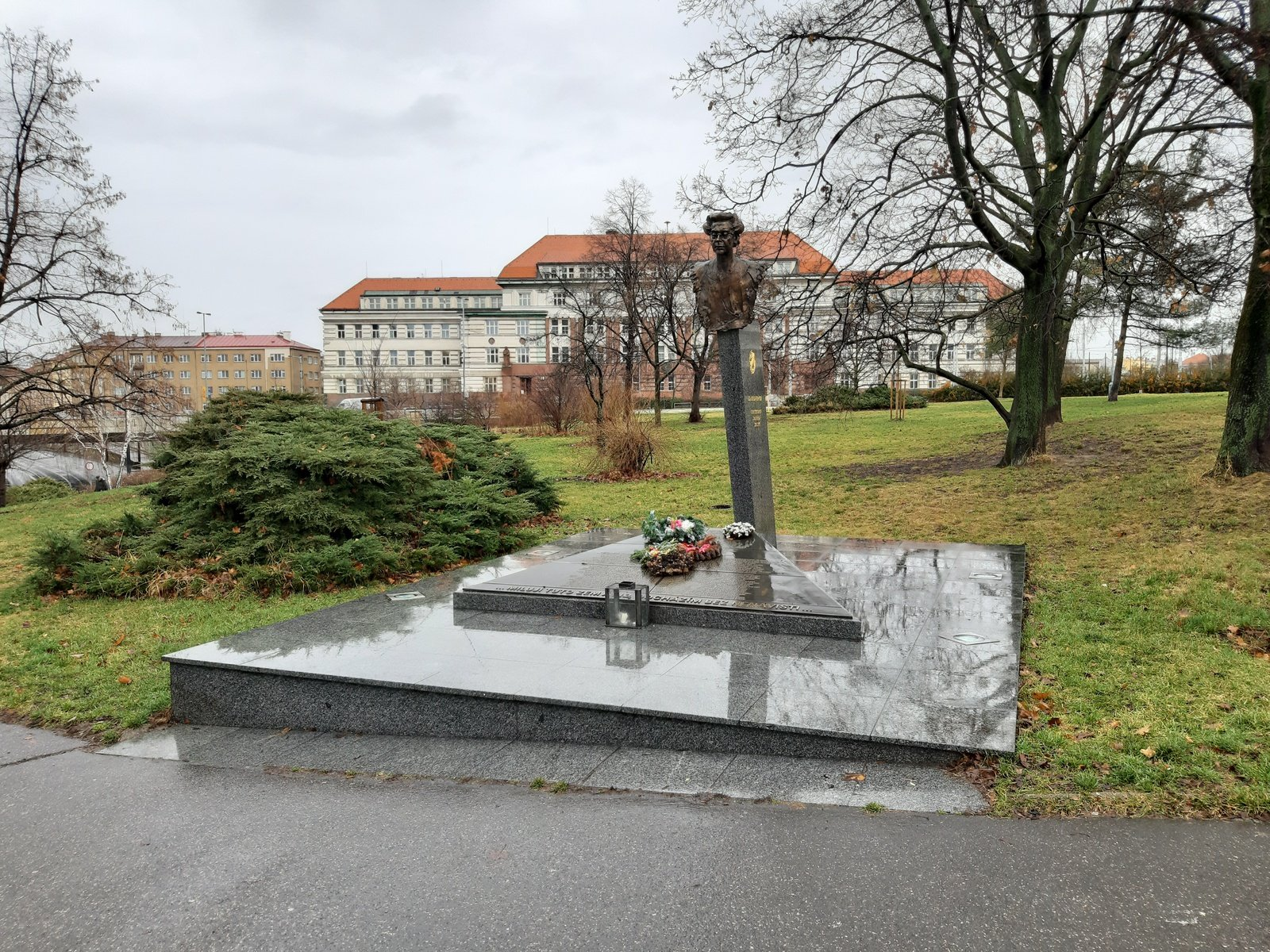
Pomník na náměstí Hrdinů v Praze 4 - Nuslích
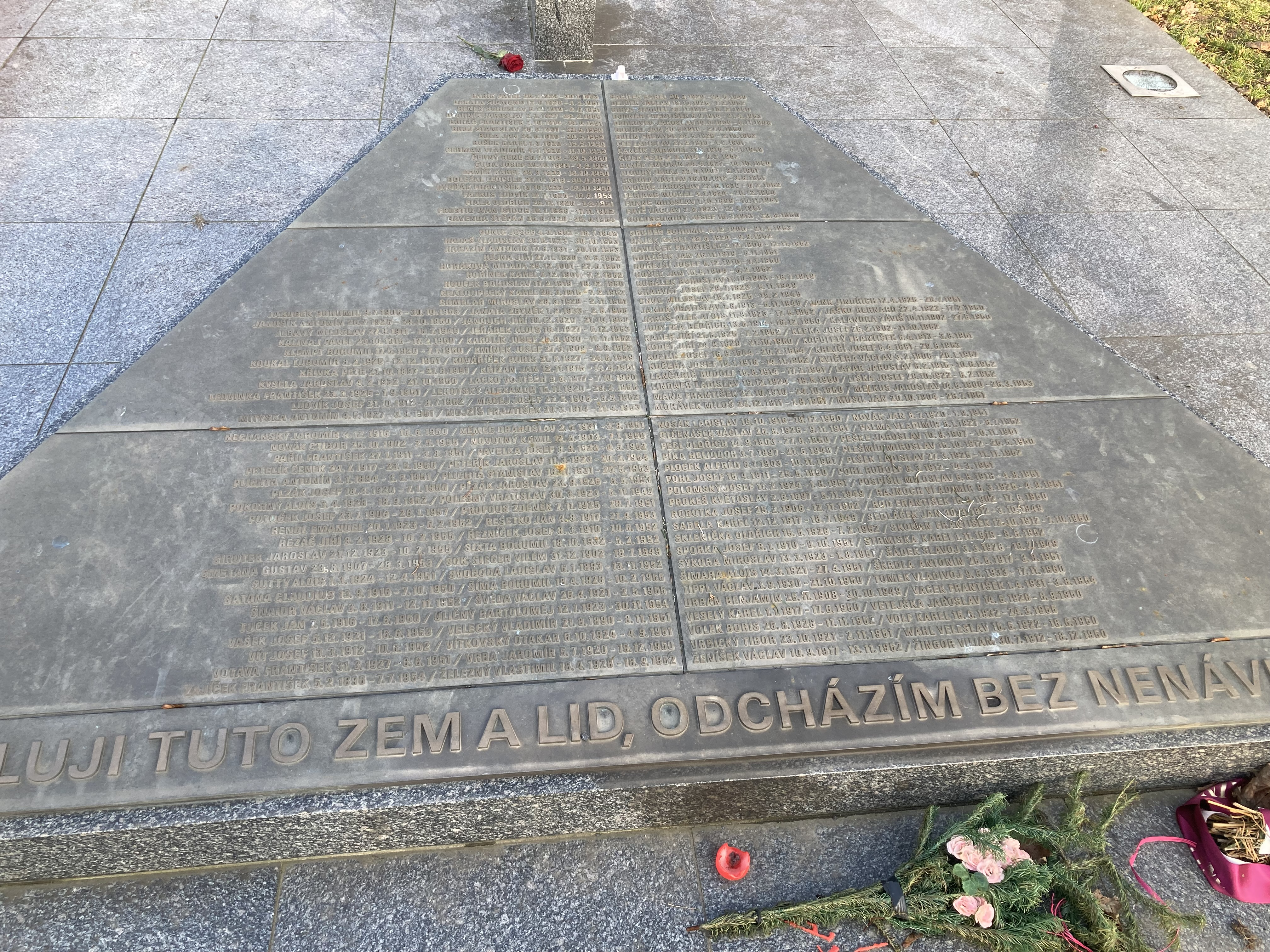
Seznam obětí komunismu se jménem Bernarda Jaška na pomníku na náměstí Hrdinů v Praze 4 - Nuslích
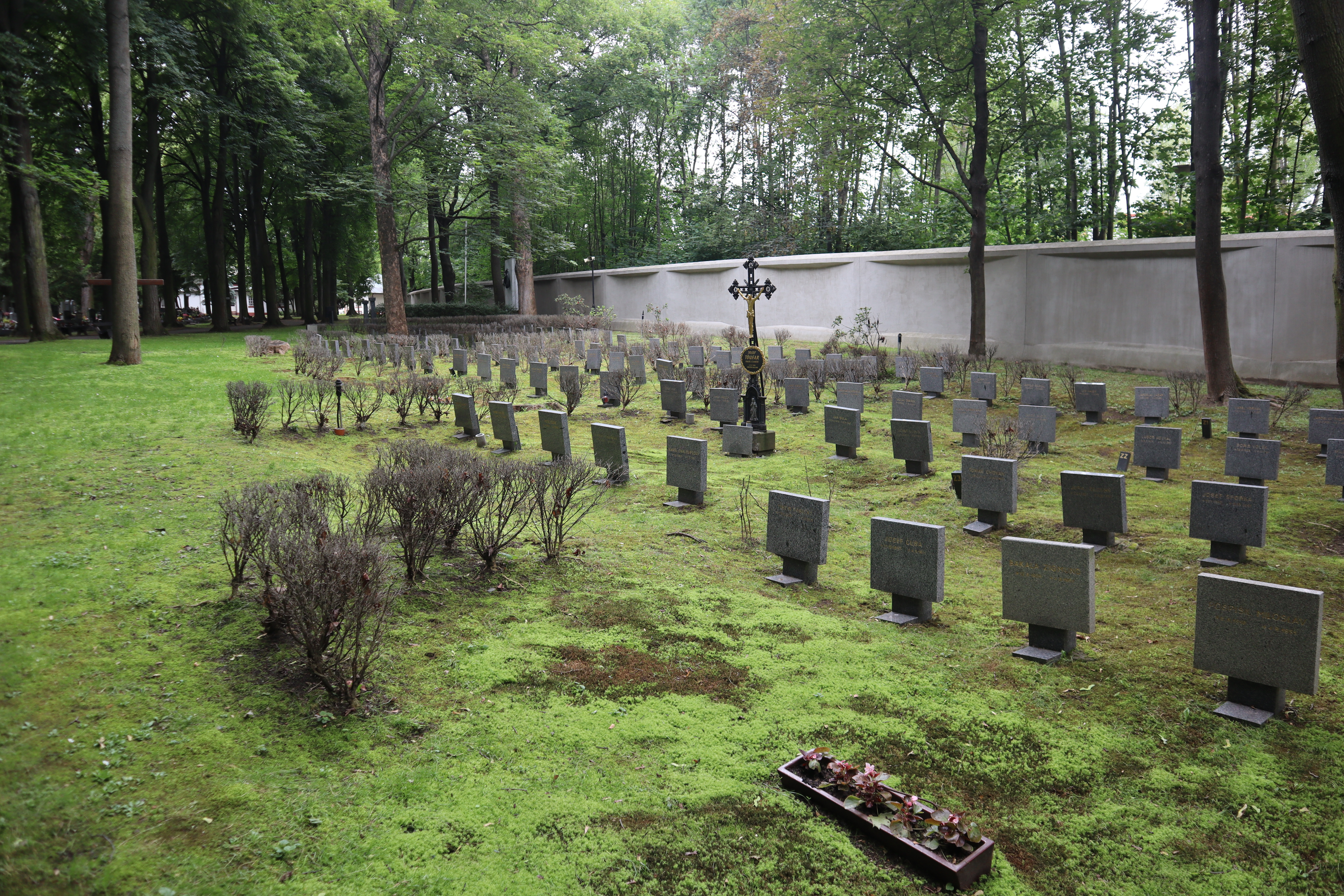
Čestné pohřebiště popravených a umučených z 50. let (III. odboj) na Ďáblickém hřbitově
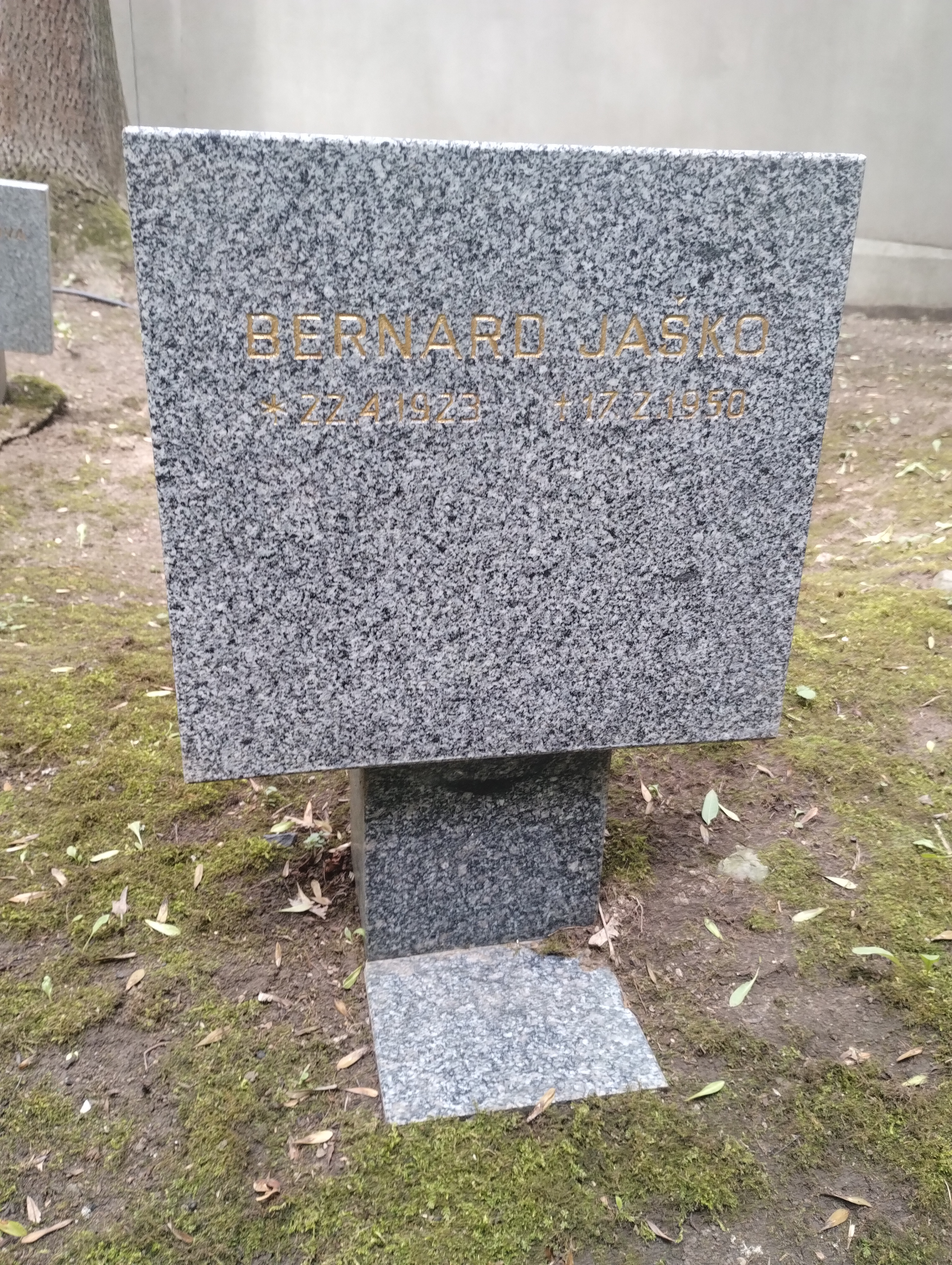
Symbolický náhrobek B. Jaška v Ďáblicích